# Broker aérien
Le broker aérien aussi connu sous le nom de courtier aérien représente les compagnies aériennes. Il est chargé de trouver des solutions de transport de passagers et de fret pour ses clients.
Le métier de broker aérien est né en Grande-Bretagne dans les années 1950. Ce n'est que dans les années 1990 que ce métier s'est développé en France.
La dernière tragédie aérienne de Sharm El Sheikh a remis en cause le sérieux de cette profession. Depuis cette prise de conscience, de plus en plus de brokers français vérifient auprès des compagnies la conformité de celles-ci face à la règlementation européenne en matière de sécurité mais aussi en matière de respect du passager.
Les brokers sont habituellement généralistes et offrent leurs services pour trouver des avions de type cargo et passagers.

## Différents services

### Le service passager
La location d'avions de ligne allant de 25 à presque 600 personnes. Ils sont utilisés pour le transport de groupe à l'occasion d'incentive, de congrès, de séminaires et pour les séries de vol que les voyagistes commercialisent.
La location d'avions taxi et transport sanitaire allant de 2 à 20 sièges environ, ils permettent de transporter un petit groupe sans les inconvénients des contraintes horaires des lignes régulières et des aéroports imposés. Les catégories d'avions les plus utilisées pour ce type de services sont les Very Light Jets (VLJ), les Light Jets et les Super Light Jets.
La location d'avions d'affaires allant de 4 à 60 personnes, ils peuvent permettre à des chefs d'entreprises de se déplacer tout en continuant de travailler. Ils offrent une flexibilité accrue pour les décideurs. Les catégories d'avions utilisés pour ce type de services peuvent aller des Very Light Jets jusqu'aux VIP Airliners dans certains cas.
La location d'hélicoptère qui convient pour des transports relativement courts ou bien dans le cas d'une urgence. L'inconvénient de ce type de transport réside dans les aléas de la météo qui peut contraindre plus facilement le départ d'un hélicoptère.

### Le service cargo

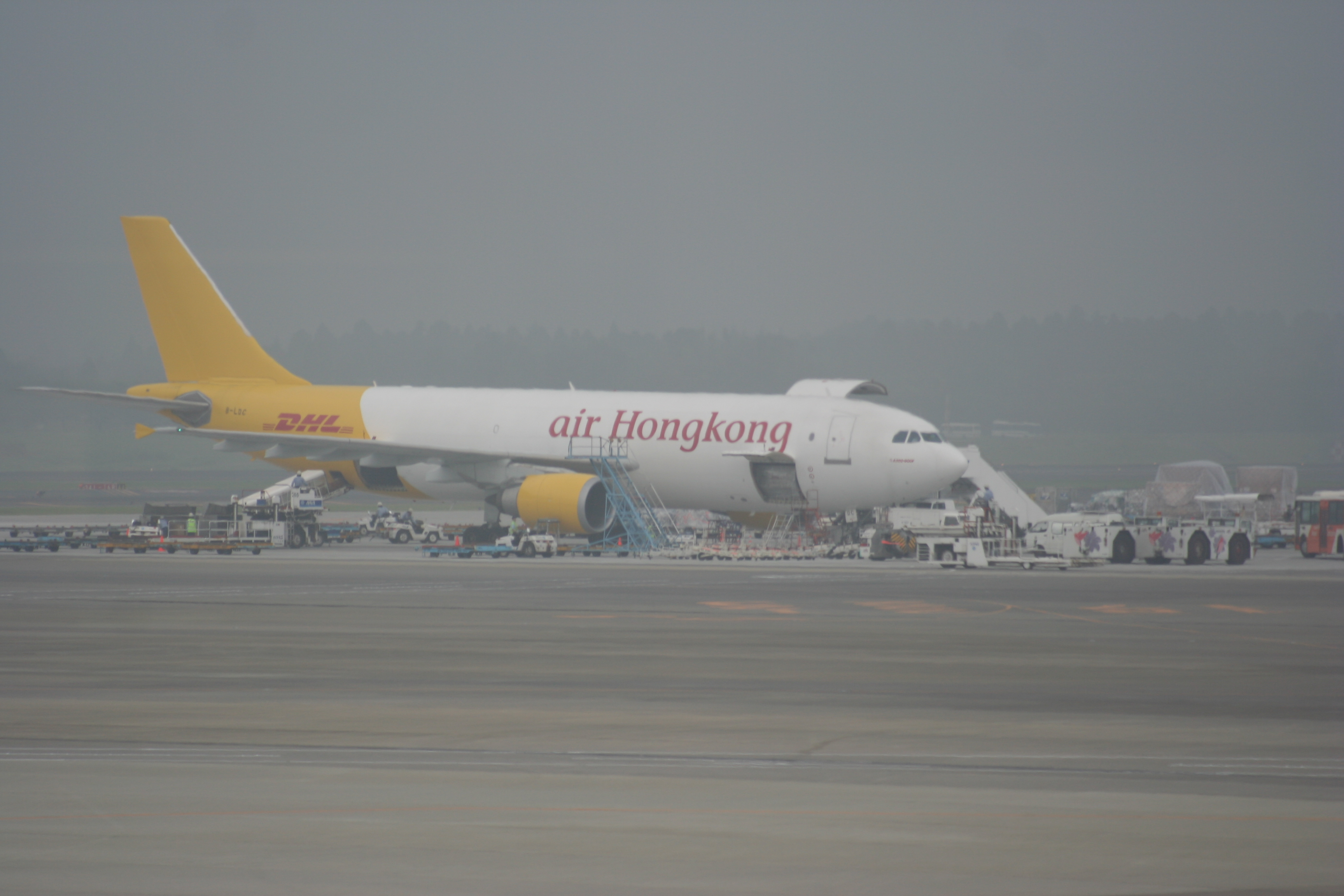
Chargement d'un avion-cargo Airbus A300-600.

Le service cargo ou de fret permet de transporter des colis de quelques kilos jusqu'à des véhicules ou des machines-outils de plusieurs tonnes sur des trajets qui ne sont pas desservis par les compagnies cargo régulières.

### L'ACMI (Aircraft crew maintenance and insurance)
Il s'agit ici de louer des avions à des compagnies qui ont un problème opérationnel au sein de leur flotte.
Pour répondre à ces types de service, le broker aérien travaille en continu tout au long de l'année.